# چارلز بروک ور
چارلز بروک ور (انگلیسی: Charles Broke Vere; ۲۱ فوریهٔ ۱۷۷۹ – ۱ آوریل ۱۸۴۳) نظامی و سیاستمدار اهل پادشاهی متحد بریتانیای کبیر و ایرلند بود.